# Josef, klockmakaren
Josef, klockmakaren är en fantasyroman, publicerad 1994, författad av Brian Jacques. Boken ingår i serien Redwall som handlar om antropomorfiska djur. Boken är indelad i tre delar: Drömmen, Pärldrottningen och Södervall. Josef, klockmakaren är den sjunde boken i serien och publicerades efter Martin Krigaren ur samma bokserie, men är en kronologisk uppföljare till den fjärde boken i serien: Mariel, klockmakarens dotter.

## Handling
I många år har ekorrkungen Gael och ekorrdrottningen Serena rättvist regerat över riket Södervall från slottet Floret, men efter att de blivit svikna ligger rikets tyglar nu i ondskans händer. Den ondskefulle rävulven Ugran Nagru och hans blodtörstiga fru Silvamord kom en dag med sin besättning från havet och belägrade Floret genom list och förräderi. Ugran Nagru, som är ovanligt stor och har silverne päls, bär på ryggen och över huvudet pälsen och skallen av en varg som han själv har dräpt. Nu hålls Gael, Serena, deras son Truffen och hans grävlingsamma Stumma fångna i slottet och de flesta av rikets invånare är på flykt. Med hjälp av uttrarna Rab och Iris Krigsfors och deras uttervänner arrangeras en fritagning av kungafamiljen, men endast Serena och Truffen lyckas oskadda fly med Iris och hennes uttrar; Gael hålls kvar i slottet av Urgan, medan Rab och Stumma blir dödligt sårade när de försvarar vännernas flykt på slottsområdet.
Fyra årstider har gått sedan mössen Mariel måsdängaren och Dandin lämnade klostret Redwall för ett nytt äventyr. Mariel och Dandin stöter i Södervall på en ung igelkott, Bowly, som rymt från sina fångvaktare och hjälper honom att undkomma sina plågoandar. De slår sedan följe med den gamle krigsharen Meldrum Rödtorn och hans dottersöner, och de får syn på Iris och hennes uttrar när de flyr med Serena och Truffen, tätt efterföljda av Urgans soldater. Dandin, Mariel och Meldrum blir tillfångatagna efter en avledningsmanöver, medan Iris och uttrarna, Serena, Truffen, Bowly och harungarna undkommer och gömmer sig i mullvaden Frupps boning.
Samtidigt på klostret Redwall får Mariels far, klockmakaren Josef, en varseldröm i vilken klostrets skyddsande Martin Krigaren framträder. Han berättar att fem djur från klostret måste resa över havet till Södervall och bistå Mariel och Dandin i deras kamp för friheten. Josef beger sig mot havet tillsammans med igelkotten Durry Tagg, ekorren Rufus Vippa, haren nådiga Rosa och mullvadsledaren Mullebasen. Genämo, gerillanäbbmössen i Mossblomma, slår även de följe med äventyrarna. Vid stranden möter de den krigsärrade uttern Finnbar Stormdjup och tillsammans med honom beslagtar de skeppet Pärldrottningen från pirater och ger sig ut på en farlig resa över havet mot Södervall.
Mariel, Dandin och Meldrum sätts i Florets fängelsehålor, där de möter ekorrkungen Gael, men även den galna törnskatan Glokkpod. De fem djuren flyr tillsammans ur fängelsehålorna och jagas genom slottet till de når det högsta tornet. Där lyckas de med Glokkpods hjälp komma i kontakt med Iris och hennes uttrar, och med ett rep svingar de sig ner till marken. Dandin, Meldrum och Gael hamnar i säkerhet, men Mariel hamnar bland fienden och måste återigen fly genom slottet. Där stöter hon på enstöringen Egbert den lärde i sällskap av Rab Krigsfors och Stumma, som med Egberts hjälp överlevt och tappert fortsätter att kämpa mot ondskan. Mariel, Rab och Stumma belägrar sig i grindstugan varifrån de kan kontrollera slottets vindbrygga, och utanför slottet tar Iris, Dandin, Meldrum, Bowly och alla de andra förtryckta djuren från Södervall upp striden mot Silvamords och Urgan Nagrus styrkor.
När Josefs och Finnbars besättning äntligen når Södervall anländer de i sista stund för att undsätta de hårt ansatta frihetskämparna från Södervall. Tillsammans lyckas de till sist besegra Silvamord och Urgan Nagru; i den sista striden är det Finnbar Stormdjup som dödar Urgan Nargu, med hjälp av huggtänderna på vargens skalle som Urgan själv så fåfängt klätt sig i, men även Finnbar dör från skadorna han ådrog sig i striden. 
Efter segern över Urgan Nagru väljer Josef, klockmakaren, att stanna i Floret för att tillverka en klocka åt djuren på slottet för att hedra de som fallit i strid, medan de övriga klosterdjuren och näbbmössen beger sig tillbaka till klostret med skeppet Pärldrottningen. 
I epilogen berättas att Mariel, Dandin och Bowly stannade i klostret Redwall i en årstid innan de gav sig iväg på nya äventyr med Pärldrottningen.